# Cyclopina pacifica
Cyclopina pacifica is een eenoogkreeftjessoort uit de familie van de Cyclopinidae. De wetenschappelijke naam van de soort is voor het eerst geldig gepubliceerd in 1935 door Smirnov.